# Eulacurbs paradoxa
Genre
Espèce
Eulacurbs paradoxa, unique représentant du genre Eulacurbs, est une espèce d'opilions laniatores de la famille des Biantidae.

## Distribution
Cette espèce se rencontre au Ghana, en Côte d'Ivoire et au Cameroun.

## Description
Le mâle holotype mesure 4,5 mm.

## Publication originale
- Roewer, 1949 : « Über Phalangodidae II. Weitere Weberknechte XIV. » Senckenbergiana, vol. 30, p. 247–289.